# Gregorio Silvestre
Gregorio Silvestre Rodríguez de Mesa (Lisboa, 31 de diciembre de 1520 - Granada, 8 de octubre de 1569) fue un organista y poeta español del Siglo de Oro.

## Biografía
Su padre, Juan Rodríguez, fue un portugués médico de Juan II de Portugal que vino a España con la infanta Isabel, esposa de Carlos I. Allí se casó con una española, María de Mesa. Vivieron, hasta las bodas del emperador en 1526, alternativamente en Zafra y en Lisboa. Ese mismo año reciben del emperador como regalo un privilegio de hidalguía que los hizo arraigar en Zafra. De estas permanencias en Zafra debió venir la amistad con los Suárez de Figueroa, condes de Feria, casa en la que entró a servir a los catorce años el futuro poeta. En 1541 opositó a la plaza de organista de la Catedral de Granada, que obtuvo. La escena del examen ha sido narrada por Luis Zapata en su Miscelánea: cansados el Arzobispo y la eclesiástica milicia de oír a los opositores y ya a punto de marcharse, insistió vivamente Gregorio Silvestre en que lo oyesen tañer:
Vuelven, siéntanse, comienza a tañer, hace tantos monstruos y diferencias que todo el día se estuvieran oyéndole sin comer, que todos dijeron: el órgano es suyo, sin discrepar uno de ellos. Y el que vino con su capa parda, sin pelo, bajó la escalera con ciento y cincuenta mil maravedís de renta cada año.
Casó con Juana de Cazorla, que le dio varios hijos, entre ellos una hija con talento para la música y la poesía. En Granada asistió a las tertulias literarias que se mantenían en la casa de Alonso de Granada Venegas, llamada palacio de Cetti Mariem en homenaje a su mujer, y mantuvo relación con destacados literatos: Hernando de Acuña, Diego Hurtado de Mendoza, Juan Latino, Luis Barahona de Soto, Pedro de Padilla, Gaspar de Baeza y Jorge de Montemayor, de origen portugués como él y muy afín por sus inclinaciones musicales y sus relaciones con la nobleza. Todos estos formaron la llamada Escuela antequerano-granadina. Estuvo enamorado platónicamente de una tal doña María, a la que alude en sus versos, y murieron casi al mismo tiempo, si hemos de hacer caso de unos dísticos elegíacos que dedicó a ambas muertes Luis Barahona de Soto.

## Literatura
Gregorio Silvestre es, con Cristóbal de Castillejo, el mantenedor de la vieja tradición lírica castellana frente a la nueva orientación italianizante representada por Garcilaso de la Vega, Juan Boscán y Diego Hurtado de Mendoza; incluso participa en la polémica con su composición "Unas coplas muy cansadas", donde ironiza contra los nuevos metros. Sin embargo, poeta de fino sentimiento, fue incorporando elementos italianizantes a su vena castiza, que es la más auténtica y en la que logró sus mejores obras (y alguna como el monólogo "Confusión", que ha sido comparada con el famoso de Hamlet), y acabó por entregarse en brazos de la nueva escuela, que cultivó con acierto y maestría. Parece ser que fue en 1560, año en que llega don Diego Hurtado de Mendoza a Granada, cuando empieza a probar el endecasílabo y las nuevas estrofas.
Sus Obras fueron recogidas y publicadas por su viuda e hijos, y su amigo Pedro de Cáceres y Espinosa (Granada, 1582) añadió a las mismas un Discurso breve sobre la vida y costumbres del poeta importante por los datos biográficos sobre el autor. Están divididas en cuatro libros. El primero contiene diez Lamentaciones, cinco sátiras y algunas coplas, glosas, villancicos y canciones; el segundo, la Fábula de Dafne y Apolo, Píramo y Tisbe, La visita del amor y La residencia del amor. El tercero, glosas, canciones morales y devotas, dos romances y una Glosa a las Coplas de Jorge Manrique. El cuarto, la Fábula de Narciso, sonetos, canciones y epístolas.
Las Lamentaciones de amor son poemillas que recuerdan su predilección literaria por la lírica cancioneril; las Glosas desarrollan temas de poetas antiguos (de "La malmaridada", de Jorge Manrique) etcétera. La Visita de amor y Residencia de amor son dos poemas eruditos y alegóricos en los que Silvestre recuerda a quienes trataron de tema amoroso; son poemas mitológicos de raigambre ovidiana la Fábula de Píramo y Tisbe y la Fábula de Dafnes y Apolo. En verso largo redactó las octavas reales de la Fábula de Eco y Narciso, sonetos, algunos de ellos muy logrados (como ¡Oh luz donde a la luz su luz le viene...), canciones y la hermosa Elegía a la muerte de doña María. También escribió sonetos de tema religioso. Tal vez su poema más famoso sea "Confusión", que anticipa o influye en algo el monólogo de Segismundo en La vida es sueño, de Pedro Calderón de la Barca:
¡Qué niebla, qué confusión! / ¿En qué Babilonia estoy? / ¿Si he de ser, si fui, si soy? / ¿Si tengo seso o razón, / o manera? / ¿Soy acaso o soy quimera? / ¿Soy cosa fantaseada / o soy un ser que no es nada, / o fuera más que no fuera? / Yo pregunto / si soy vivo o si difunto, / porque cuando miro en ello / no soy aquesto, ni aquello / ni estotro, ni todo junto. / Ni hay que ver / si tengo o no tengo ser, / pues no soy gloria ni pena, / ni cosa mala, ni buena, / de pesar, ni de placer. / He pensado / que soy un concepto errado, / un desastre de ventura, / un siniestro de natura, / un compuesto desvariado / de elementos. / Ruina de pensamientos, / cisma de sentidos varios, / revolución de adversarios, / y furia de contrarios / vientos / y aún peor. / El mismo qu’es el dolor / de mí sale y yo soy él; / él está en mí y yo esté en él / por una regla de amor / señalada...
El mejor y más completo estudio sobre la poesía de Gregorio Silvestre se debe a Alberto Blecua, quien en 1973 realizó una monumental tesis doctoral aún inédita sobre su poesía.

## Obras
- Las obras del famoso poeta Gregorio Sylvestre... recopiladas y corregidas por... Pedro de Cáçeres y Espinosa, Granada, 1582.
- Obras del famoso poeta Gregorio Silvestre, recopiladas y corregidas por sus herederos y de Pedro de Cáceres y Espinosa. Dirigidas al ilustrísimo y reverendísimo señor don Juan Méndez Salvatierra, arzobispo de Granada. Con licencia. Impreso en Lisboa por Manuel de Lira el año de 1592.
- Poesías, ed. de Antonio Rodríguez-Moñino, Madrid, 1935.
- Poesías, ed., Antonio Marín Ocete, Granada, Facultad de Letras, 1939
- Gregorio Silvestre. La fábula de Narciso de Gregorio Silvestre : y algunas variaciones granadinas sobre el mito. Ed. José Ignacio Fernández Dougnac. Granada: Fundación Agua Granada, 2018  :o